# Alecsiu Dragomir
Dragomir Alecsiu (n. 1875, Dragomirești, județul Maramureș – d. 1940, Dragomirești, județul Maramureș) a fost un deputat în Marea Adunare Națională de la Alba Iulia, organismul legislativ reprezentativ al „tuturor românilor din Transilvania, Banat și Țara Ungurească”, cel care a adoptat hotărârea privind Unirea Transilvaniei cu România, la 1 decembrie 1918  :p. 232.

## Biografie
A activat în cadrul Partidului Național Țărănesc :p. 232. 

## Activitatea politică
Ca deputat în Adunarea Națională din 1 decembrie 1918 a fost delegat al Cercului electoral Vișeu :p. 232. 